# Пшиборово (Ґостинський повіт)
Пшиборово (пол. Przyborowo) — село в Польщі, у гміні Кробя Гостинського повіту Великопольського воєводства.
Населення — 130 осіб (2011).
У 1975-1998 роках село належало до Лешненського воєводства.

## Демографія
Демографічна структура станом на 31 березня 2011 року:
|          | Загалом | Допрацездатний вік | Працездатний вік | Постпрацездатний вік |
| -------- | ------- | ------------------ | ---------------- | -------------------- |
| Чоловіки | 62      | 8                  | 42               | 12                   |
| Жінки    | 68      | 12                 | 33               | 23                   |
| Разом    | 130     | 20                 | 75               | 35                   |